# Sei zärtlich, Pinguin
Sei zärtlich, Pinguin ist ein 1981 gedrehter, österreichisch-deutscher Spielfilm von Peter Hajek mit Marie Colbin in der Hauptrolle.

## Handlung
Nina bringt als Leiterin des Eheanbahnungsinstituts „Lonely Hearts“ mittels Videopräsentationen einsame Herzen zusammen und ist damit auch recht erfolgreich. Nur in der eigenen Beziehung will es nicht so recht klappen: Ihr Freund Mick arbeitet als durchtrainierter Sportlehrer und steht dementsprechend körperlich ständig unter Dampf: Er sieht seine Beziehung und den Sex primär als ständige Leibesübung mit Nahkampfcharakter, bei der sein sportiver Spaß, nicht aber Ninas Gefühle im Mittelpunkt stehen. Die ist nur noch frustriert, Orgasmus ist in ihrem Liebesleben zum Fremdwort geworden. Schließlich hat die sanfte Brünette die Nase voll und sagt ihrem Lover, dass sie zukünftig weder von ihm be- noch angesprungen werden will. Es kommt zum heftigen Streit, und Nina macht es ihrer Nachbarin ein Stockwerk unter ihr, der blonden Sexbombe und Sängerin Debbie, nach, die sich unlängst von ihrem nicht minder unsensiblen Freund Tommy getrennt hat. Nina offenbart Mick, was sie beim Sex mit ihm fühlt: rein gar nichts! Mick ist fassungslos, hält er sich doch für den größten Liebhaber seit Casanova und versteht die Welt nicht mehr. Was mag auf einmal in seine Freundin gefahren sein? Hat sie nicht beim Sex nicht immer lustvoll gestöhnt?
Als sich die Wogen nach ein paar Tagen wieder geglättet haben, gehen Nina und Mick mit der Bahn auf Urlaubsreise. Sie wollen versuchen, in den kommenden Tagen ihre arg ramponierte Beziehung wieder zu kitten. Als sie sich im Schlafwagenabteil einander näher kommen wollen, fällt aus Ninas Handtasche ein Vibrator. Nun ist Mick auf 180, da er glaubt, dass bei einem durchtrainierten und potenten Mannsbild wie ihm keine Frau der Welt ein derartiges Hilfsmittel zur eigenen Beglückung brauchen würde. Wieder gerät das Paar heftig aneinander, doch diesmal zieht Nina kurzerhand (im übertragenen Sinne) die Notbremse. Sie kehrt zurück, verlässt die Wohnung und verschwindet zu der nicht minder genervten Debbie. Beide jungen Frauen beschließen, von ihren uneinfühlsamen Typen erst einmal Abstand zu gewinnen und beziehen ein Zimmer in einem Landhotel, wo sie sich aus Verzweiflung über Mick und Tommys mangelnde Sensibilität erst einmal der lesbischen Liebe hingeben.
Zur selben Zeit sitzen ihre (Ex-)Männer daheim in ihren verwaisten Wohnungen und lecken sich voller Selbstmitleid und Ratlosigkeit ihre Wunden. Während Nina beim körperlichen Nahkampf mit Debbie in einem Swimmingpool endlich einmal wieder einen rauschhaften Orgasmus erlebt, beginnt Mick allmählich, seine Haltung Nina gegenüber zu überdenken. In einem Frauenbuchladen will er sich einschlägige Literatur besorgen … und wird von den feministischen Betreiberinnen prompt vor die Tür gesetzt. Männer haben hier keinen Zutritt! Nachdem er mit Hilfe einer freundlichen, älteren Dame doch noch in den Besitz der Ratgeberlektüre gekommen ist, zieht Macho Mick die ersten Konsequenzen: Er gestaltet seine und Ninas Wohnung nach ihren Wünschen um und will nun ganz der einfühlsame Lover werden, nach dem sich Nina schon so lange sehnt.

## Produktionsnotizen
Sei zärtlich, Pinguin lief am 25. Februar 1982 in Deutschland an.
Die 15-jährige Berlinerin Helga Uhlig, die hier auch im titelgebenden Pinguin-Kostüm zu sehen war, spielte mit ihrem Nacktauftritt ihre erste Filmrolle. Nach nur einer weiteren Rolle war ihre Film- und Fernsehkarriere bereits beendet.

## Kritiken
Die Fachzeitschrift Cinema nannte Sei zärtlich, Pinguin einen „ebenso amüsanten wie frivolen Film“.

„Komödienversuch in parodistischer Nachfolge des Aufklärungs- und Soft-Sex-Genres, der für Offenherzigkeit und Zärtlichkeit werben will. Formal launiger und gefälliger, inhaltlich aber genauso klischeehaft wie die meisten Filme des Genres.“

Auf film.at heißt es: „In einer pointierten Mischung aus Satire und sanftem Sex erzählt der Film von Machos, Emanzen und vermeintlichen Geschlechterklischees.“
In einer ARD-Programm-Info heißt es: „"Sei zärtlich, Pinguin" ist eine deutsch-österreichische Erotik-Komödie über Männlichkeitswahn und Frauenfrust. Regisseur Peter Hajek und seine Autoren geben einen ironischen Kommentar zu den Sex-Diskussionen der "postmodernen" 1980er Jahre.“